# 东谷河
东谷河，是中国长江流域的一条河流，汇入大渡河上游，属于大渡河水系。河长78千米，流域面积1860平方千米，年均流量39立方米每秒。自然落差2180米。水能理论蕴藏量10万千瓦。